# Union megye (Tennessee)
Union megye az Amerikai Egyesült Államokban, azon belül Tennessee államban található. Megyeszékhelye és legnagyobb városa Maynardville. Lakosainak száma 19 802 fő (2020. április 1.). Union megye Claiborne, Knox, Grainger, Campbell és Anderson megyékkel határos.

## Népesség
A megye népességének változása:
| Lakosok száma | 19 120 | 19 269 | 19 168 | 19 102 | 19 119 | 19 802 |
|               | 2010   | 2011   | 2012   | 2013   | 2015   | 2020   |